# Luciana Aymar
Luciana Paula Aymar (Rosario, 10 de agosto de 1977) es una exjugadora argentina de hockey sobre césped. Declarada por la Federación Internacional de Hockey «Leyenda del Hockey», fue elegida «Mejor Jugadora del Mundo» en ocho ocasiones (2001, 2004, 2005, cuatro consecutivas de 2007 a 2010 y 2013).
Fue integrante de la Selección nacional entre 1998 y 2014 y capitana desde 2009. Con «Las Leonas» participó en cuatro Juegos Olímpicos, logrando cuatro medallas consecutivas, dos de plata (Sídney 2000 y Londres 2012) y dos de bronce (Atenas 2004 y Pekín 2008). A su vez, compitió en cuatro Campeonatos Mundiales, proclamándose bicampeona mundial en 2002 y 2010 y logrando el bronce en 2006 y 2014. Ganó seis veces el Champions Trophy (2001, 2008, 2009, 2010, 2012 y 2014) y obtuvo tres medallas de oro en Juegos Panamericanos (1999, 2003 y 2007).

## Carrera deportiva
Empezó a jugar al hockey sobre césped a los siete años en el Club Atlético Fisherton de Rosario, su ciudad natal. A los 13 años, pasó al Jockey Club de Rosario. Su carrera como jugadora de hockey se desarrolló principalmente en equipos de su país natal. Desde 2000 hasta 2007, Luciana jugó para el Quilmes Atlético Club con el cual obtuvo el subcampeonato del Torneo Metropolitano Femenino en 2006. En 2008, comenzó a jugar con el club Gimnasia y Esgrima, con quienes conquistó tanto la Liga Nacional Femenina de Hockey como el Torneo Metropolitano Femenino en 2008 y 2009.
Durante su trayectoria, Luciana también ha jugado en equipos fuera de Argentina. En primer lugar jugó en el Rot Weiss Köln, de Alemania, con quienes fue campeona de la Liga alemana en 1998. Posteriormente, en 2004, Luciana jugó en el Real Club de Polo de Barcelona, en España, donde ganó la Copa de la Reina.
Su notable habilidad la llevó a ser elegida la mejor jugadora del mundo en ocho oportunidades (2001, 2004, 2005, 2007, 2008, 2009, 2010 y 2013), seis veces más que la leyenda del hockey Alyson Annan y ser la primera y única atleta en recibir esta distinción durante cuatro años consecutivos (2007-2010). Por estos logros, la Federación Internacional de Hockey (FIH) la declaró Leyenda del Hockey en 2008.
Las Leonas, con "Lucha" en el equipo, han conseguido 22 medallas en diferentes competiciones internacionales. Destacan cuatro medallas: una de oro en el Campeonato Mundial en Perth, Australia, en 2002 y otra en Rosario, Argentina, en 2010. La tercera medalla, de bronce, la consiguieron en Madrid, España, en 2006 y la cuarta medalla también de bronce en La Haya, Países Bajos, en 2014. También han ganado cuatro medallas en los Juegos Olímpicos: dos de ellas de plata, en Sídney 2000 y en Londres 2012 y dos de bronce en Atenas 2004 y Pekín 2008. Luciana ganó cuatro medallas en los Juegos Panamericanos: tres de oro en 1999 en Winnipeg, (Canadá), en 2003 en Santo Domingo (República Dominicana) y en 2007 en Río de Janeiro (Brasil) y una medalla de plata en Guadalajara (México) en 2011. Por último destacan las diez medallas del Champions Trophy de las cuales seis son de oro, tres de plata y una de bronce.

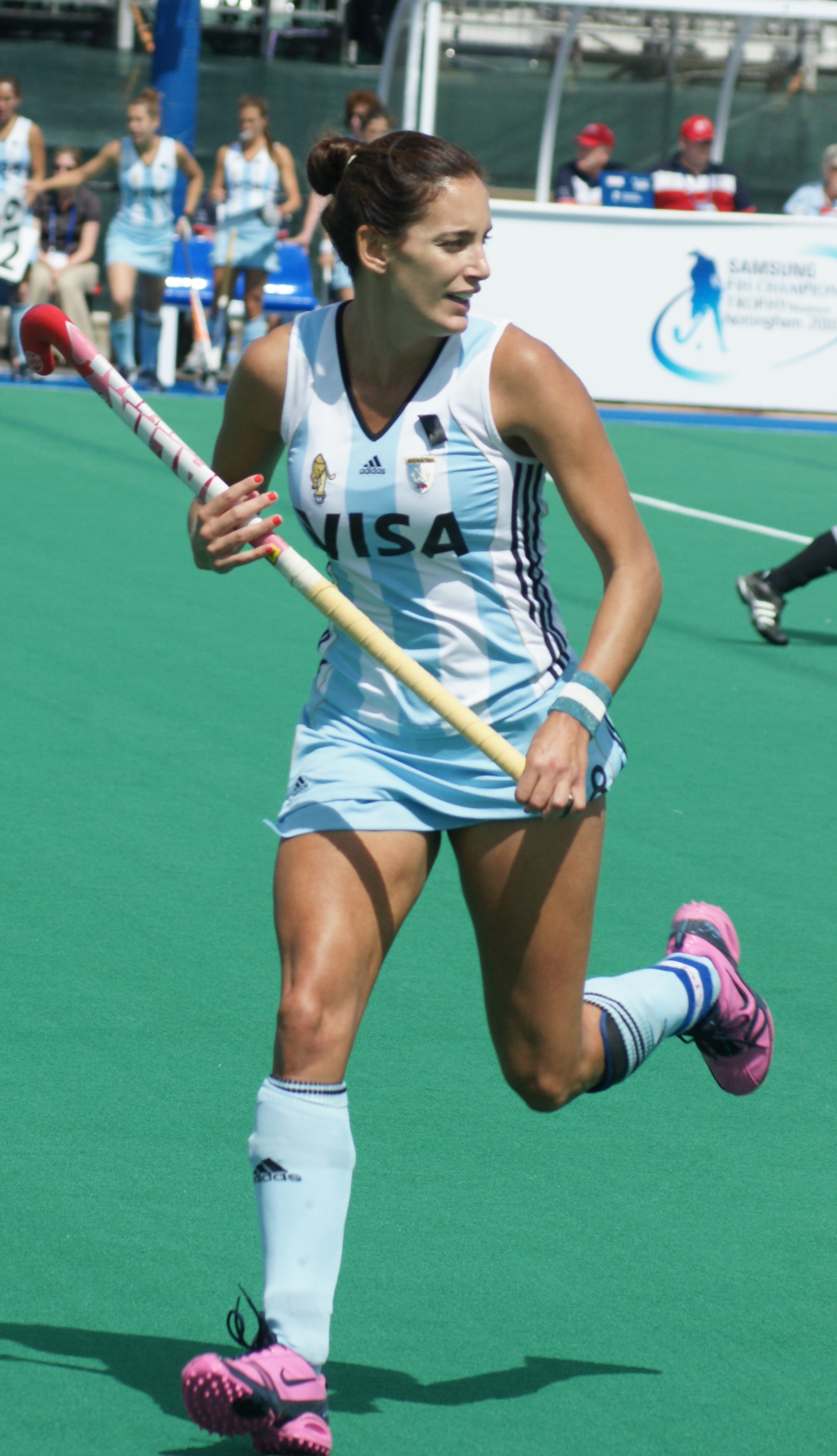
Luciana Aymar jugando un partido con la selección.

En 2007, fue elegida abanderada de la delegación nacional para los Juegos Panamericanos de Río de Janeiro, evento en el cual además de ganar la medalla de oro y obtener la clasificación olímpica, se quedó con el premio a la mejor jugadora del torneo.
En los Juegos Olímpicos de Londres 2012, Luciana se convirtió en la segunda deportista argentina en ganar cuatro medallas olímpicas después de Carlos Espínola. Al igual que el yachtista en 2000 y 2004, fue abanderada de la delegación argentina de estos juegos.
Fueron dieciséis años que formó parte de Las Leonas. Su debut en la Selección mayor fue en 1998. Disputó 376 partidos y marcó 162 goles.
La afición de su país deseaba poder contar con Luciana en los Juegos Olímpicos de Río de Janeiro 2016 ya que en ese camino previo, podría haber disputado una Copa del Mundo, Champions Trophy y un Juego Panamericano, por lo cual "Lucha", como la conocen, en este proceso natural de recambio, podría haber sido una referente y pieza indiscutible en el armado del equipo, sin embargo, se retiró el 7 de diciembre de 2014 a los 37 años obteniendo su sexto Champions Trophy, luego de haber ganado ante Australia por penales y ser la jugadora con más medallas en este torneo.

## Aymar como figura pública

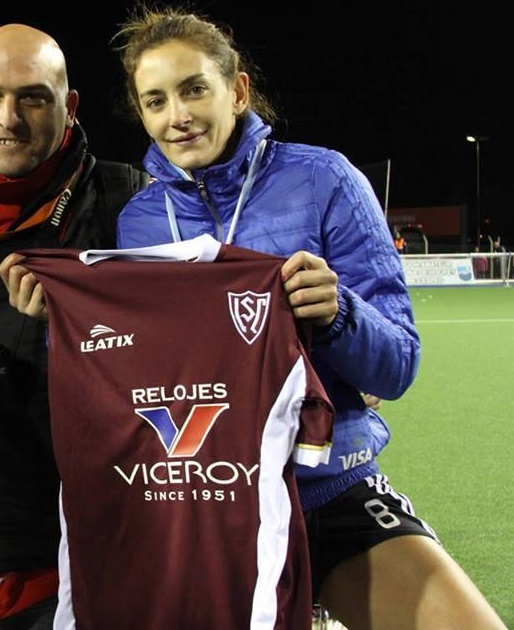
Luciana Aymar con la camiseta de Luján Sport Club

Luciana también se ha caracterizado por ser la deportista más mediática de Argentina, firmando contratos con marcas mundialmente conocidas como Rexona, Gatorade, ICBC, Midea y la marca que la proveía de sus botines, Nike.
Luciana ha dicho que a la hora de cerrar acuerdos con los patrocinadores «tratamos de transmitir los mismos valores para que nos sirva a las dos partes para construir imagen. Con mi representante, Carlos Prunes, quien maneja también la imagen de Emanuel Ginóbili, entre otros, buscamos sponsors más allá del deporte. Elegimos empresas que me permitan mostrarme también como mujer, una mujer que se cuida y no está siempre con el jogging de entrenamiento. Tratamos de abrir el abanico y vender en distintas categorías».
Federico Bluthgen, director de Marketing de PepsiCo Bebidas Cono Sur, explicó que Gatorade la eligió porque Lucha «es una referente del deporte. Aun después de ser nombrada ocho veces como la mejor jugadora, entrena con una gran excelencia profesional y una pasión intacta. Luciana es una profesional que lleva en su espíritu la idea de ganar desde adentro, desde lo que uno puede dar».
Además de su carrera de atleta, incursionó en el modelaje y condujo un programa de televisión.
En 2015, se incorporó a ESPN Latinoamérica para colaborar con las producciones sobre deporte femenino.

## Selección nacional

### Participaciones en Campeonatos mundiales
| Mundial                 | Sede         | Resultado    | Partidos | Goles |
| ----------------------- | ------------ | ------------ | -------- | ----- |
| Campeonato Mundial 2002 | Australia    | Campeón      | 9        | 2     |
| Campeonato Mundial 2006 | España       | Tercer lugar | 7        | 1     |
| Campeonato Mundial 2010 | Argentina    | Campeón      | 7        | 5     |
| Campeonato Mundial 2014 | Países Bajos | Tercer lugar | 4        | 3     |

### Participaciones en Juegos Olímpicos
| Año                   | Sede        | Resultado         | Partidos | Goles |
| --------------------- | ----------- | ----------------- | -------- | ----- |
| Juegos Olímpicos 2000 | Australia   | Medalla de Plata  | 8        | 3     |
| Juegos Olímpicos 2004 | Grecia      | Medalla de Bronce | 6        | 4     |
| Juegos Olímpicos 2008 | China       | Medalla de Bronce | 7        | 1     |
| Juegos Olímpicos 2012 | Reino Unido | Medalla de Plata  | 7        | 3     |

### Participaciones en Champions Trophy
| Año                   | Sede         | Resultado    | Partidos | Goles |
| --------------------- | ------------ | ------------ | -------- | ----- |
| Champions Trophy 2001 | Países Bajos | Campeón      | 6        | 1     |
| Champions Trophy 2002 | Macao        | Subcampeón   | 6        | 2     |
| Champions Trophy 2003 | Australia    | Semifinal    | 6        | 3     |
| Champions Trophy 2004 | Argentina    | Tercer lugar | 6        | 2     |
| Champions Trophy 2005 | Australia    | Semifinal    | 6        | 2     |
| Champions Trophy 2006 | Países Bajos | Semifinal    | 6        | 3     |
| Champions Trophy 2007 | Argentina    | Subcampeón   | 6        | 0     |
| Champions Trophy 2008 | Alemania     | Campeón      | 6        | 1     |
| Champions Trophy 2009 | Australia    | Campeón      | 6        | 0     |
| Champions Trophy 2010 | Inglaterra   | Campeón      | 6        | 1     |
| Champions Trophy 2011 | Países Bajos | Subcampeón   | 6        | 3     |
| Champions Trophy 2012 | Argentina    | Campeón      | 6        | 1     |
| Champions Trophy 2014 | Argentina    | Campeón      | 6        | 2     |

### Participaciones en Juegos Panamericanos
| Año                          | Sede                 | Resultado  |
| ---------------------------- | -------------------- | ---------- |
| Juegos Panamericanos de 1999 | Canadá               | Campeón    |
| Juegos Panamericanos de 2003 | República Dominicana | Campeón    |
| Juegos Panamericanos 2007    | Brasil               | Campeón    |
| Juegos Panamericanos 2011    | México               | Subcampeón |

## Clubes
| Club               | País      | Año         |
| ------------------ | --------- | ----------- |
| Rot-Weiss Köln     | Alemania  | 1998        |
| Real Club de Polo  | España    | 1999        |
| Quilmes            | Argentina | 2000 - 2007 |
| Gimnasia y Esgrima | Argentina | 2007 - 2011 |

## Palmarés

### Selección nacional

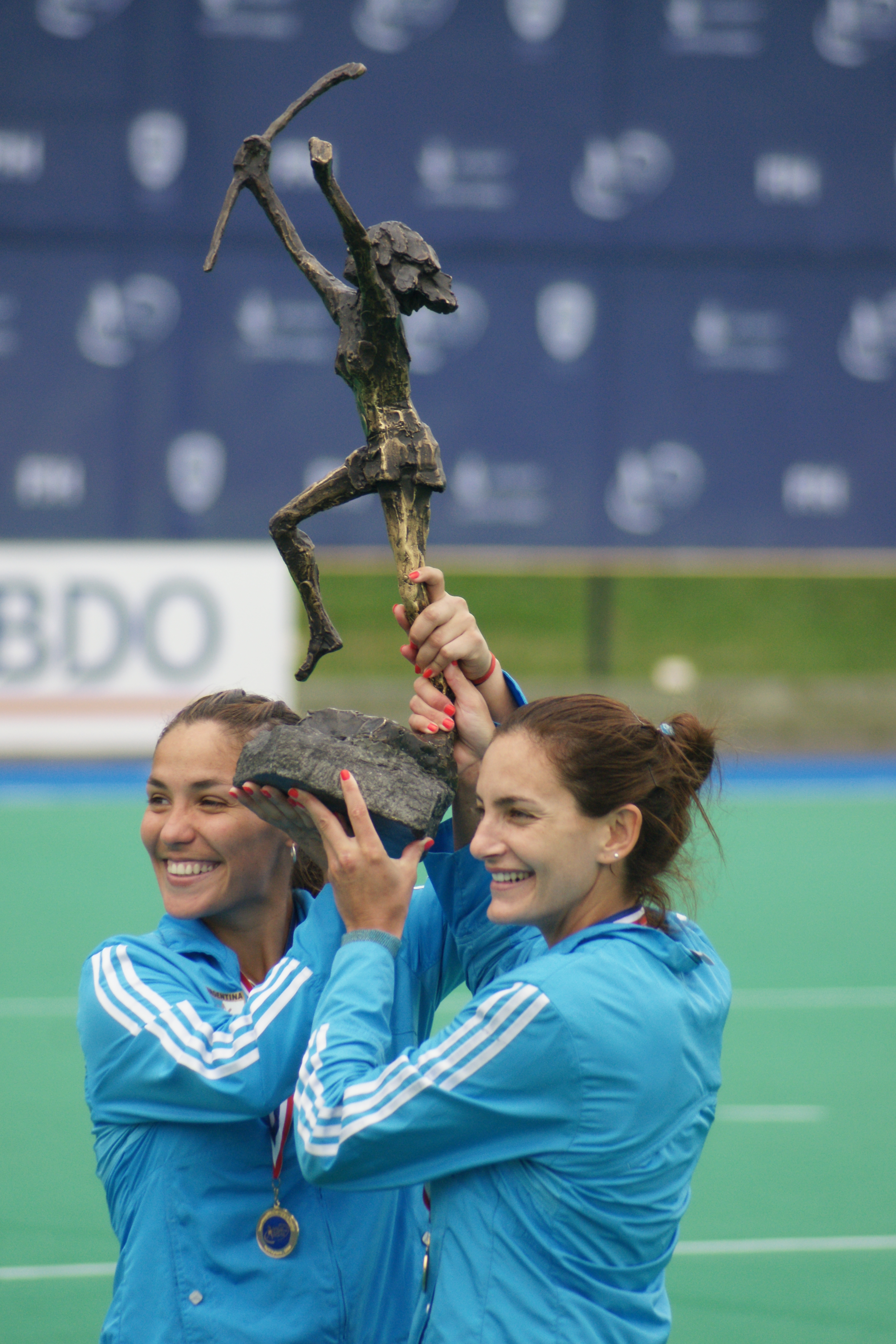
Luciana Aymar y Soledad García con el trofeo del Champions Trophy 2010

- 1997 - Medalla de oro en el Campeonato Panamericano Junior (Santiago de Chile).
- 1997 - Medalla de bronce en la Copa del Mundo Junior (Seongnam, Corea).
- 1999 - Medalla de oro en los Juegos Panamericanos (Winnipeg, Canadá).
- 2000 - Medalla de plata en los Juegos Olímpicos (Sídney, Australia).
- 2001 - Medalla de oro en el Champions Trophy (Amstelveen, Países Bajos).
- 2001 - Medalla de oro en la Copa Panamericana (Kingston, Jamaica).
- 2002 - Medalla de plata en el Champions Trophy (Macao, China).
- 2002 - Medalla de oro en el Campeonato Mundial (Perth, Australia).
- 2003 - Medalla de oro en los Juegos Panamericanos (Santo Domingo, República Dominicana).
- 2004 - Medalla de oro en la Copa Panamericana (Bridgetown, Barbados).
- 2004 - Medalla de bronce en los Juegos Olímpicos (Atenas, Grecia).
- 2004 - Medalla de bronce en el Champions Trophy (Rosario, Argentina).
- 2006 - Medalla de bronce en el Campeonato Mundial (Madrid, España).
- 2007 - Medalla de plata en el Champions Trophy (Quilmes, Argentina).
- 2007 - Medalla de oro en los Juegos Panamericanos (Río de Janeiro, Brasil).
- 2008 - Medalla de oro en el Champions Trophy (Mönchengladbach, Alemania).
- 2008 - Medalla de bronce en los Juegos Olímpicos (Pekín, China).
- 2009 - Medalla de oro en el Champions Trophy (Sídney, Australia).
- 2010 - Medalla de oro en el Champions Trophy (Nottingham, Inglaterra).
- 2010 - Medalla de oro en el Campeonato Mundial (Rosario, Argentina).
- 2011 - Medalla de plata en el Champions Trophy (Ámsterdam, Países Bajos).
- 2011 - Medalla de plata en los Juegos Panamericanos (Guadalajara, México).
- 2012 - Medalla de oro en el Champions Trophy (Rosario, Argentina).
- 2012 - Medalla de plata en los Juegos Olímpicos (Londres, Gran Bretaña).
- 2013 - Medalla de oro en la Copa Panamericana, (Mendoza, Argentina).
- 2014 - Medalla de bronce en el Campeonato Mundial (La Haya, Países Bajos).
- 2014 - Medalla de oro en el Champions Trophy (Mendoza, Argentina).

### Clubes
- 1998 - Campeona de la Liga Alemana ( Rot Weiss Köln).
- 2001 - Campeona del Torneo de Hockey del Litoral ( Jockey Club de Rosario).
- 2004 - Campeona de la Liga Española y Copa de la Reina ( Real Club de Polo de Barcelona).
- 2004 - Campeona del Nacional A de Clubes ( Jockey Club de Rosario).
- 2006 - Subcampeona del Torneo Metropolitano Femenino ( Quilmes Atlético Club).
- 2008 - Campeona del Torneo Metropolitano Femenino ( GEBA).
- 2008 - Campeona de la Liga Nacional Femenina de Hockey ( GEBA).
- 2009 - Campeona de la Liga Nacional Femenina de Hockey ( GEBA).
- 2009 - Campeona del Torneo Metropolitano Femenino ( GEBA).

## Premios y distinciones

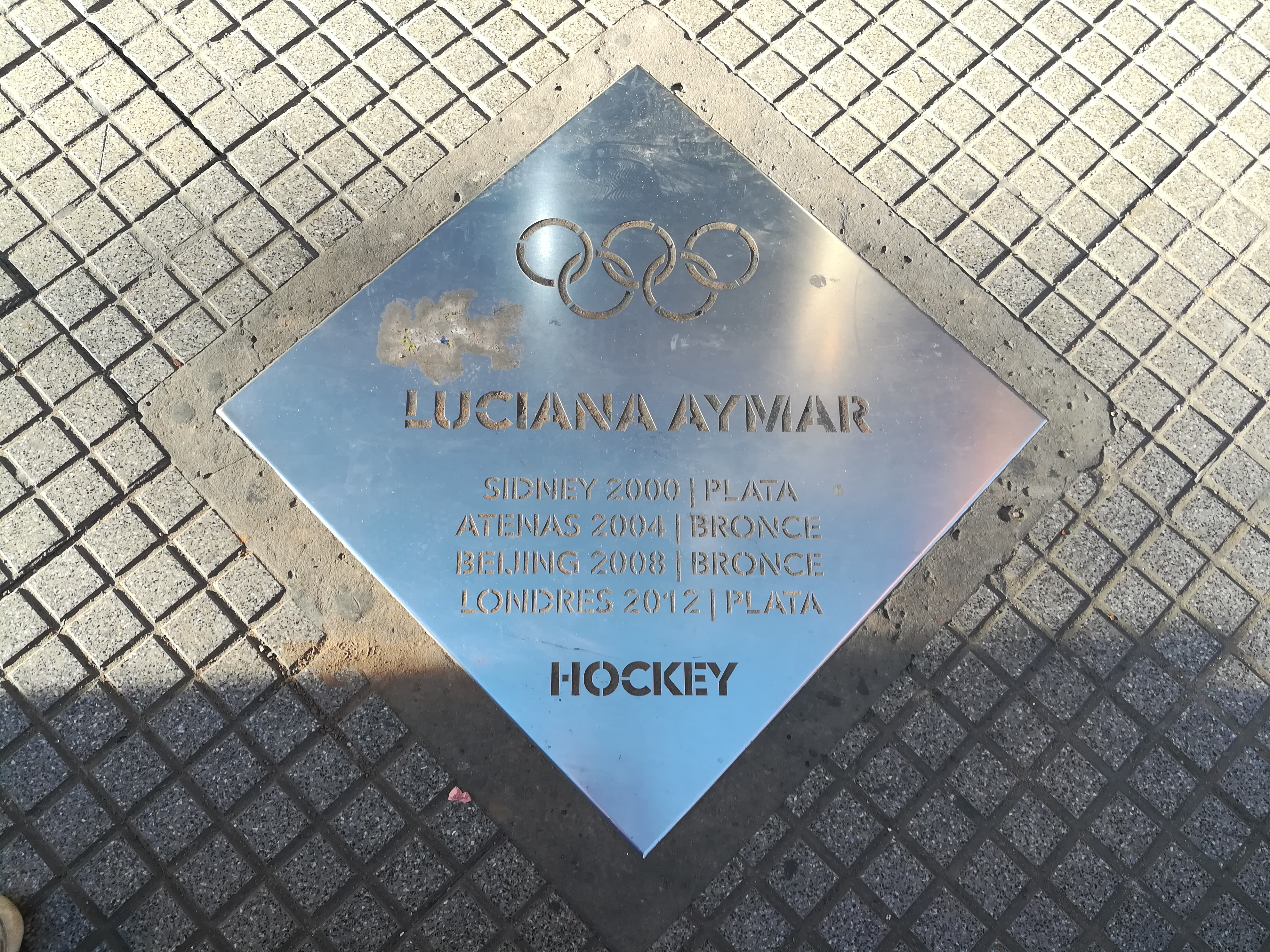
Placa homenaje a Luciana Aymar en el Paseo de los Olímpicos de Rosario.

- 2000 - Mejor Jugadora del Torneo (Champions Trophy de Amstelveen).
- 2000 - Premio Olimpia de oro (Selección femenina de hockey sobre césped).
- 2001 - Mejor Jugadora del Mundo.
- 2001 - Mejor Jugadora del Torneo (Champions Trophy de Amstelveen).
- 2001 - Olimpia de plata.
- 2002 - Jugadora más valiosa del Mundial de Perth.
- 2003 - Mejor Jugadora del Torneo (Champions Trophy de Sydney).
- 2004 - Mejor Jugadora del Mundo.
- 2004 - Mejor Jugadora del Torneo (Champions Trophy de Rosario).
- 2004 - Mejor Jugadora del Torneo (Copa de las Américas).
- 2004 - Premio Clarín Consagración en Hockey sobre césped.
- 2005 - Mejor Jugadora del Mundo (con el 55% de los votos a favor, convirtiéndose así en la primera jugadora mujer en obtener el premio por tercera ocasión).
- 2005 - Mejor Jugadora del Torneo (Champions Trophy de Camberra).
- 2005 - Olimpia de plata.
- 2006 - Integrante del Equipo de las Estrellas del Mundial de Madrid.
- 2007 - Mejor Jugadora del Torneo (Juegos Panamericanos de Río de Janeiro).
- 2007 - Integrante y capitana del Equipo de las Estrellas de la Federación Internacional de Hockey.
- 2007 - Mejor Jugadora del Mundo.
- 2007 - Premio Clarín Consagración en Hockey sobre césped.
- 2007 -  Olimpia de plata.
- 2008 - Mejor Jugadora del Torneo (Champions Trophy de Mönchengladbach).
- 2008 - Integrante del Equipo de las Estrellas de la Federación Internacional de Hockey.
- 2008 - Mejor Jugadora del Mundo.
- 2008 - Leyenda del Hockey.
- 2008 - Premio Clarín Consagración en Hockey sobre césped.
- 2008 - Premio Clarín Consagración de Oro.
- 2009 - Premio Jorge Newbery (Hockey sobre césped).
- 2009 - Mejor Jugadora del Mundo.
- 2009 - Premio Clarín Consagración en Hockey sobre césped.
- 2009 - Integrante del Equipo de las Estrellas de la Federación Internacional de Hockey.
- 2009 - Olimpia de plata.
- 2010 - Premio Jorge Newbery (Hockey sobre césped).
- 2010 - Premio Jorge Newbery de Oro.
- 2010 - Premio Konex de Platino en Hockey sobre césped.
- 2010 - Mejor Jugadora del Torneo (Champions Trophy de Nottingham).
- 2010 - Mejor Jugadora del Torneo (Campeonato Mundial de Rosario, Argentina).
- 2010 - Mejor Jugadora del Mundo.
- 2010 - Premio Clarín Consagración en Hockey sobre césped.
- 2010 - Premio Clarín Consagración de Oro.
- 2010 - Integrante del Equipo de las Estrellas de la Federación Internacional de Hockey.
- 2010 - Olimpia de plata.
- 2010 - Premio Olimpia de oro.[9][10]
- 2011 - Premio Jorge Newbery (Hockey sobre césped).
- 2011 - Integrante del Equipo de las Estrellas de la Federación Internacional de Hockey.
- 2012 - Mejor Jugadora del Torneo (Champions Trophy de Rosario).
- 2012 - Kids Choice Awards Argentina (mejor deportista del año).
- 2013 - Mejor Jugadora del Mundo.
- 2014 - Mejor Jugadora del Torneo (Champions Trophy de Mendoza).
- 2020 - Premio Konex -Diploma al Mérito-.